# Цукен (остров)
Цукен (яп. 津堅島 цукэн-дзима, окинав.: Biti) — остров в Тихом океане, относящийся к городу Урума (японская префектура Окинава). Он является самым южным из островов Йокацу и расположен в 3,8 км к юго-юго-востоку от полуострова Кацурен у острова Окинава у входа в залив Накагусуку. Площадь Цукена составляет 1,88 км², а его население — 487 человек.
Единственное поселение на Цукене расположено на юго-западе острова. Оно включает в себя порт, почтовое отделение и клинику при Окинавском префектурном госпитале Тюбу в Уруме. Кроме того, на острове функционирует начальная школа Цукен (19 учеников) и неполная средняя школа Цукен (11 учеников). Старшей школы нет, по окончании средней школы её ученики вынуждены покидать Цукен, чтобы продолжить своё образование. Одновременно с тем, что жители Цукена говорят на стандартном японском языке, на острове по-прежнему широко распространён окинавский язык, особенно его южно-центральный диалект.

## География

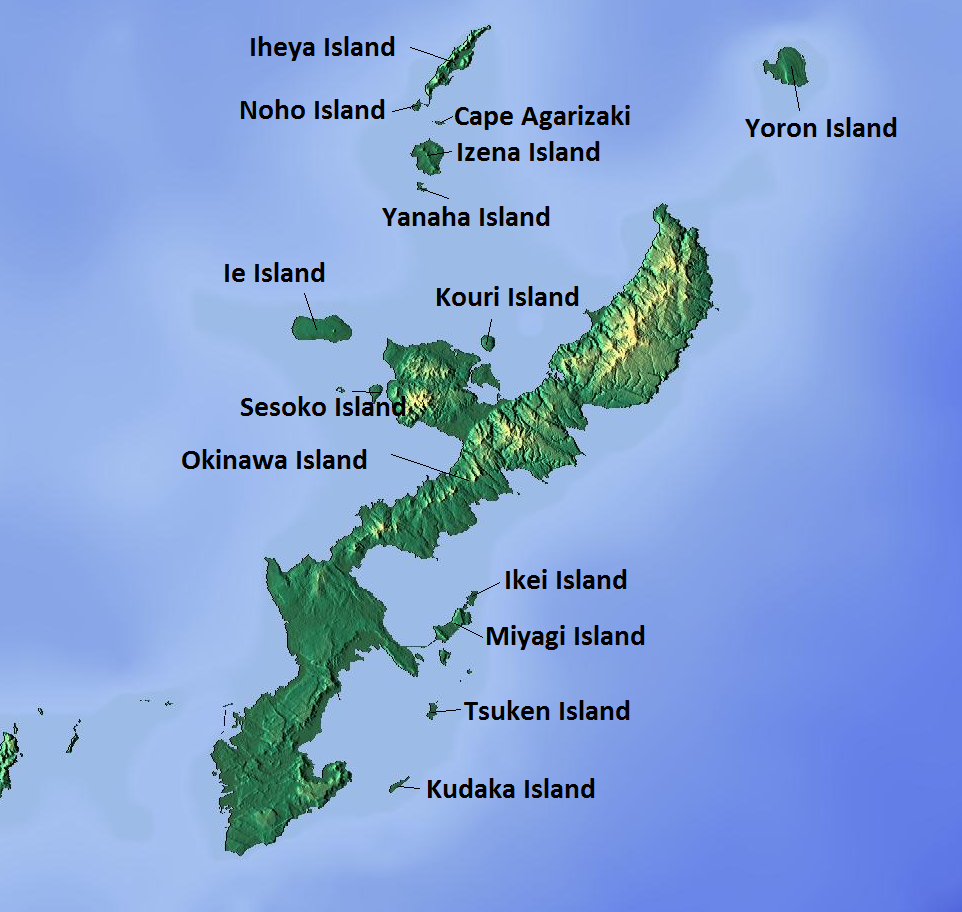
Карта островов Окинава, показывающая расположение острова Цукен к югу от острова Окинава.

Размеры острова Цукен составляют 2,3 км по направлению с севера на юг и от 0,8 до 1,3 км с востока на запад. Его самая высокая точка расположена на юго-западе острова и имеет высоту в 38,8 метров.
Когда-то Цукен был покрыт густым лесом из ливистоны китайской, но срединная часть острова была полностью сожжена во время Второй мировой войны, и пальмовые рощи сохранились лишь на его севере. Широкие полосы растительности, которые ныне существуют у прибрежных районов острова, защищают поселение и сельскохозяйственные угодья от морского бриза. Центральная и северная части Цукена используются для выращивания моркови, производством которой славится этот остров.

## История

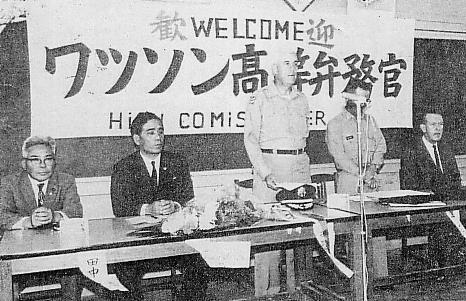
Участок Накабару, остров Икэи

Остров Цукен исторически связан с островом Кудака, находящимся к югу от него. Безопасное перемещение между этими островами становилось возможным во время отлива на небольших лодках, что способствовало значимому культурному обмену между ними. Цукен был заселён в период ранней истории островов Рюкю, о чём свидетельствуют многочисленные курганы ракушек на его территории, три из которых были раскопаны. На Цукене находятся руины небольшого замка Кубё Гусуку. Коммодор Мэтью Колбрайт Перри назвал Цукен «Taking Island» в своем повествовании о путешествии на острова Рюкю.
Районы современной Урумы серьёзно пострадали во время Второй мировой войны, а именно в начальный период битвы за Окинаву. 1 апреля 1945 года американские войска высадились на острове Окинава и быстро пересекли его, к 5 апреля захватив весь полуостров Кацурен. Небольшие их силы также высадились на островах Йокацу, где столкнулись с ожесточённым сопротивлением со стороны японских военных. Остров Цукен был полностью сожжён во время боя. Потери японцев составили 234 человека убитыми, а американского батальона 27-й пехотной дивизии — 11 убитых и 3 пропавших без вести, а также 80 раненых. После захвата Цукена американские войска двинулись на север и 11 апреля достигли острова Икэи, захватив, таким образом, все острова Йокацу.
Население Цукена в последние годы неизменно сокращается. В 1970 году на острове проживало 1 172 жителя и насчитывалось 245 домашних хозяйств, а в 2005 году население составляло 485 жителей и 210 домашних хозяйств.

## Экономика
Цукен славится выращиваемой на нём моркови, за что получил прозвище «Морковного острова». Белые песчаные пляжи и обширные коралловые рифы делают туризм важной частью экономики Цукена. На острове работают три небольших отеля и палаточный лагерь,. В отличие от населения острова количество туристов на Цукене растёт. В 1975 году, вскоре после возвращения префектуры Окинава Японии, остров посетило всего 3000 туристов. В 2007 году их число выросло до 48 887 человек.

## Транспорт
До Цукена можно добраться только на пароме, который прибывает сюда с причала в Хэсикии, расположенного на полуострове Кацурен в городе Урума. На острове нет автобусов, такси или проката автомобилей, до всех мест на острове можно добраться пешком.

## Военный полигон
Учебный полигон Цукендзима (FAC6082 Tsuken Jima Training Area) используется морскими пехотинцами США и расположен у западного побережья Цукена. Он был создан в 1959 году и занимает 16 000 м².